# Litsea longipes
Litsea longipes là loài thực vật có hoa trong họ Nguyệt quế. Loài này được (Meisn.) Hook. f. miêu tả khoa học đầu tiên năm 1886.